# بيرنت فرانكه
بيرنت فرانكه (بالألمانية: Bernd Franke)‏ (مواليد 12 فبراير 1948) هو لاعب كرة قدم. يلعب مع منتخب ألمانيا الغربية لكرة القدم. سبق له أن لعب في كأس العالم لكرة القدم مع منتخب بلاده.

## مسيرته الكروية
لعب بيرنت فرانكه خلال مسيرته الاحترافية مع ناديين في ستة عشر موسمًا ولم يسجل خلالها أي هدف ضمن 450 مباراة. ولم يفز بأي موسم بالكأس أو بالدوري.
خاض بيرنت فرانكه مسيرته مع نادي فورتونا دوسلدورف في موسم 1969–70 ولمدة موسمين، مشاركًا في 29 مباراة ولم يسجل أي هدف. ثم انتقل إلى نادي آينتراخت براونشفايغ في موسم 1971–72 ليلعب معه أربعة عشر موسمًا، حيث شارك في 421 مباراة ولم يسجل أي هدف أيضًا.

## روابط خارجية
- بيرنت فرانكه على موقع الاتحاد الدولي (مؤرشف)  (الإنجليزية)
- بيرنت فرانكه على موقع قاعدة بيانات كرة القدم.إي يو (الإنجليزية)
- بيرنت فرانكه على موقع بيانات كرة القدم. دي إي (الألمانية)
- بيرنت فرانكه على موقع ناشيونال فوتبول تيمز (الإنجليزية)
- بيرنت فرانكه على موقع عالم كرة القدم.نت (الإنجليزية)
- بيرنت فرانكه على موقع أوليمبيديا (الإنجليزية)